# ليونارد كلاين
ليونارد كلاين (بالإنجليزية: Leonard Cline)‏ (1893 - 1929)؛ روائي أمريكي.